# Vandellia scutellariiformis
Vandellia scutellariiformis är en tvåhjärtbladig växtart som först beskrevs av Takasi Takashi Yamazaki, och fick sitt nu gällande namn av Takasi Takashi Yamazaki. Vandellia scutellariiformis ingår i släktet Vandellia och familjen Linderniaceae. Inga underarter finns listade i Catalogue of Life.